# Dammsjön (Söderbärke socken, Dalarna, 666086-149116)
Dammsjön är en sjö i Smedjebackens kommun i Dalarna och ingår i Norrströms huvudavrinningsområde. Sjön har en area på 1,11 kvadratkilometer och ligger 120 meter över havet.

## Delavrinningsområde
Dammsjön ingår i det delavrinningsområde (666327-149119) som SMHI kallar för Utloppet av Dammsjön. Medelhöjden är 151 meter över havet och ytan är 10,24 kvadratkilometer. Det finns ett avrinningsområde uppströms, och räknas det in blir den ackumulerade arean 16,35 kvadratkilometer. Vattendraget som avvattnar avrinningsområdet har biflödesordning 4, vilket innebär att vattnet flödar genom totalt 4 vattendrag innan det når havet efter 225 kilometer. Avrinningsområdet består mestadels av skog (78 procent). Avrinningsområdet har 1,1 kvadratkilometer vattenytor vilket ger det en sjöprocent på 10,7 procent.